# Hombori Tondo
Hombori Tondo (en francés: Monts Hombori) es un macizo montañoso situado en una extensión del acantilado de Bandiagara, en la región de Mopti, en el país africano de Malí, cerca de la aldea de Hombori a unos 150 km de la ciudad de Douentza. Su punto culminante se encuentra a 1.155 metros, se llama Hombori Tondo y es el pico más alto de Malí.
Es un sitio arqueológico. Varias cuevas fueron habitadas hace 2000 años. La población actual de los montes Hombori es principalmente étnicamente de los Songhai y Dogon.